# 자니 리버스
자니 리버스(Johnny Rivers, 1942년 11월 ~ )는 미국의 가수이다. 뉴올리언스에서 태어났다. 어릴 때부터 노래에 재능을 발휘하여 작곡, 기타 등에 능숙하였다. 1958년에 발표한 리키 넬슨의 인기곡 〈아이 메이크 빌리브〉는 바로 그의 작품이다. 임페리얼에서 데뷔한 《멤피스(Memphis)》는 밀리언 셀러가 되었으며, 그 밖에도 많은 인기곡을 내었다. 백인이면서도 흑인적인 감각으로 정력적인 노래를 부르는 것이 그의 매력이다.